# مالا موشتانیتسا
مالا موشتانیتسا (به صربی: Mala Moštanica) یک منطقهٔ مسکونی در صربستان است که در اوبرنوواتس واقع شده‌است. مالا موشتانیتسا ۱۰٫۷۱ کیلومتر مربع مساحت و ۱٬۸۰۵ نفر جمعیت دارد و ۱۷۵ متر بالاتر از سطح دریا واقع شده‌است.